# Leucania deinographa
Leucania deinographa är en fjärilsart som beskrevs av Franz Dannehl 1926. Leucania deinographa ingår i släktet Leucania och familjen nattflyn. Inga underarter finns listade i Catalogue of Life.